# 바실리 트레디아콥스키

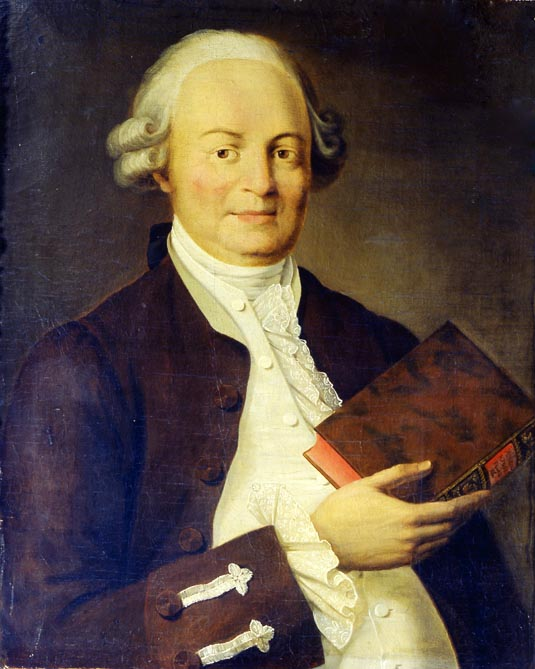

바실리 트레디아콥스키(러시아어: Васи́лий Кири́ллович Тредиако́вский, 1703년 3월 5일 ~ 1869년 8월 17일)는 러시아의 시인·학자이다.
아스트라한의 승려의 아들로 태어나 모스크바 신학교에서 공부했다. 그 후 네덜란드, 프랑스로 유학하여 철학, 문학, 역사를 수업하고 귀국 후 즉시 <사랑의 섬 여행>이라는 프랑스 통속소설을 러시아어로 번역 출판하였다. 이것이 러시아에서 활자화된 최초의 문학작품일 것이다. 번역으로서는 이 밖에 프랑스 작가 페늘롱의 <텔레마크의 모험> 러시아어 역(譯) <치레마히다>가 있다.
1734년에 쓴 <단치히 함락의 찬양>은 고전주의의 온갖 규칙에 부합하는 러시아 최초의 송시이다. 그는 또한 러시아 시(詩)의 형식을 개혁하는 데 대한 이론화에 착수, <신 간이(新簡易) 러시아 작시법>(1735) 속에서 종래의 음절시(音節詩)를 배격하고 러시아 민요형식에 입각해서 악센트의 규칙적 교체를 도입한 음절 억양 시형(音節抑揚詩形)을 제창했다. 이 시형은 현재까지도 러시아 시의 기본이 되고 있다. 작시법 이론가로서의 공적은 실제적 시작자(詩作者)로서의 범용(凡庸)함을 보완해 주는 감이 있다. 1745년 러시아인으로는 처음으로 아카데미의 라틴어 및 러시아어 웅변술교수가 되었다.

## 같이 보기
- 미하일 로모노소프